# 宮腰
宮腰（みやのこし）は、現在の石川県金沢市金石の旧地名である。現在は宮腰緑地という小さな公園が整備されており、名残をとどめている。中村歌右衛門 (初代)（1714年 - 1791年）や銭屋五兵衛（1774年 - 1852年）などを輩出した。
2011年には金沢市立玉川図書館近世資料館が「宮腰から金石へ」と題した新春展を行った。また、日本の苗字のひとつ。

## 歴史
古くは源平盛衰記に登場する。犀川河口に位置し、日本海に面した湊として、宮腰津は大野川河口の大野湊と合わせて「大野荘湊」と総称された。ともに京都臨川寺領大野荘に属した。これら二つの湊は地理的に近接していたが別個の集落をなしていた。鎌倉末期の地頭は北条得宗家であった（普正寺を参照のこと）。中世以降は大野庄湊というと実質的に宮腰津を指す事が多かった。伏見川、安原川の内陸水運と結び付き、中世の加賀の国の交通の要所であり、また日本海沿岸や機内の諸地域とを結ぶ遠隔地交易においても流通拠点としての役割を果たした。宮腰や大野は、白山本宮の水引神人の身分を持つ紺掻の分布地に含まれる（『三宮古記』）。白山本宮の有力末社佐那武社（現大野湊神社）は宮腰佐良嶽にあったと伝承する。元和二年（1616年）、加賀藩が年貢米を販売するために大津へ米を回送する大津上米（のぼりまい）が制度化された。米は領内から宮腰にいったん集積され、敦賀を経て琵琶湖経由で大津へ運搬された。この経路は、西廻り航路による大阪上米が17世紀後半に本格化するにしたがって衰退した。天正 14 年（1586年）、前田利家は大野湊神社に田地二町と氏子十五ヶ村を寄進し、その中で宮腰村は筆頭に挙げられた。宮腰の郊外には御舟小屋という藩主の御召船の収納施設があり、宮腰町奉行のもとで御船手足軽と呼ばれる人たちが管理や訓練を行っていた。近世初頭以来、宮腰は船の入津をめぐって隣村の大野村・粟ヶ崎村としばしば争った。原因は、宮腰の陸運に対し、大野側に入津したほうが舟運を通じて直に金沢城下へ物資を運搬できたため、次第に宮腰への入津が減少したことにあった。慶応二年（1866年）、藩は宮腰町と大野村の対立を融和するため、両所を金石町として合併させた。金石という地名は「交情ノ堅ヲ金石ノ交ト曰」とあるように、宮腰町と大野村の和解を期待したものであった。この合併により、宮腰の地名は消滅した。

## 文献における記載

### 歴史的文書における記載
『源平盛衰記』に以下の記述がある。
搦手の大将軍には越前三位通盛、三河守知度、侍には越中前司盛俊、上総守忠清、飛騨守景家、三萬餘騎を相具して、志雄山へこそ向ひけれ。彼山は能登加賀越中三箇国の境也。能登路白生を打過て、日角、見室尾、青崎、大野、徳蔵宮腰までぞつゞきたり。
平家は礪並山を落されて、加賀国宮腰佐良嶽の濱に陣を取、旗を上よとて佐良嶽山に赤旗少々指上たり。
この書籍の成立は『平家物語』の先とも後とも言われ、正確な成立年代は不明ながら、宮腰の地名の文献における最古の記載例と考えられる。なお、Harvard-Yangching図書館所蔵『平家物語』長門本には、宮腰や佐良嶽は確認できない。宮腰の地名が『平家物語』に見られるという説は、次に挙げる文献に由来するものかもしれない。『大日本史』巻二百三十列伝百五十七の源義仲に、『源平盛衰記』および『平家物語』によるものとして、以下の記述がある。
維盛僅免、収散卒加賀、保宮腰佐良嶽、源行家率所部兵向志雄山、軍不利、義仲聞之自率騎四萬赴之、敵将平盛俊聞維盛敗、奔于佐良嶽、義仲遂北至加賀、・・・

この佐良嶽は現在の金沢市金石町あたり、犀川河口南岸の砂丘地とを指すと推測される。大野湊神社はこの佐良嶽に元々鎮座していたと考えられ、加賀国宮腰の地名は砂丘上にあった神社の麓（宮の腰）に由来すると考えられる（「温故集録」「加賀志徴」また、下の「石川郡誌における記載」も参照）。地名由来譚として他に、白山の宮の腰という説明もある（大野湊神社を参照）。いずれも、古語「腰」が山裾の意を持つことにちなむ解釈である。南北朝から室町時代初期に成立したと言われる義経記の巻第七目録「判官北国落の事」に、以下のように宮腰の地名が認められる（ただし、加賀国宮越と書かれている箇所もある）。義経記は、室町前期の流通路を伝える資料と考えられている。
武蔵坊申しけるは、「君は是より宮腰へ渡らせ御座しませ、弁慶は富樫が館の様を見て参り候はん」と申しければ、・・・
「如何に御身一人は御座するぞ」「同行の山伏多く候へども、先様に宮腰へやり候ひぬ。・・・」
馬に乗せられて、宮腰まで送られけり。行きて判官を尋ね奉れども見え給はず。それより大野の湊にて参り逢ひけり。・・・
『旅行上人絵』によれば、遊行二世他阿真教は、正応4年（1291年）八月、今湊から藤塚を経て小河を渡り宮腰に向かった。『祇陀大智禅師行録』によれば、正中元年（1324年）、祖継大智が中国から高麗を経て加州石川郡普正寺付近の宮腰津に帰国している。これは日宋・日元貿易の交易路が九州だけではなく北陸にも開かれていたことを示している。『得江文書』によれば、応安2年（1369年）九月、越中桃井勢が宮腰に攻め寄せたが、能登吉見勢の発向により大野宿へ退却した。室町期成立の幸若舞曲の『信田』では主人公が人商人に転売され、小浜、敦賀、三国から「かゞの国にきこえたるみやのこし」を経て小屋湊へたどり着く。文明14年（1482年）12月の『大野庄年貢算用状』には、「宮腰塩町在家三郎次郎」がみえる。近世初期成立といわれる『謎立』の八十に「廿四の失（矢）を廿一射てけさかえる　みやめ（の）こしさけ」の記載がある。答の「みやのこしさけ」は「宮の腰酒」と読み、船運で京都へ運ばれた加賀酒を指すと考えられる。参考までに、室町後期（1428年頃までに成立か）、一条兼良の手になるといわれる『尺素往来』には、名酒の産地として「賀州宮腰」と記載がある。室町時代の連歌師であり天台僧でもあった飯尾宗祇は、源義経一行が立ち寄ったという大野湊神社（当時は佐那武社）に参詣し、「旅人のみやのこしけん遅桜」の句を詠んだ。この句は大野湊神社境内の石碑に刻まれている。源義家から10代後の桃井播磨守直常の孫桃井直詮が創作したと言われる幸若舞曲『笈さかし』では、義経・弁慶一行が「みまんどう」で落ち合った後、「みやのこしさらたけの明神」で通夜をした。幸若舞曲『信太』では、主人公小五郎が売られていく経路が記されており、宮腰で売買が成立したことを示している。
わかさのを浜越前のつるか三國のみなと加賀の宮のこしへそ売りたりける物の哀れは多けれ共宮のこしにて留たり
説経節の『をぐり（小栗判官）』では、照手姫が宮腰の商人に買われ、本折、小松の商人に売られている。
よしはら、さまたけ、りんかうし、宮の腰にも、買うて行く、宮の腰の商人が、価が増さば売れよとて、加賀の国とかや本折小松へ買ふて行く
文明6年（1474年）、山城臨川寺重要案文に、美濃守飯尾貞有と丹後守松田秀興の判で、幕府が山城臨川寺領「加賀国大野・宮腰」を還付した記録が残されている。
冷泉為広の『越後下向日記』によると、延徳三年（1491年）、前管領細川政元一行は三月十二日は四ツ時に出立、増泉、石坂を経て犀川を渡り、山崎から浅野川の橋を渡り、浅野、柳橋、シシバラに至り、森本で橋を渡ると、遠く左に宮腰の浜が望め、波が陽光に輝いていた、と記述されている。
太田牛一によって書かれ江戸時代初期成立の信長公記にいかの記述が見える。
湊川、手取川打越、宮之腰に陣取所々放火。一揆野の市と云所、川を前に当楯籠。柴田修理のゝ市之一揆追払数多切捨　数百艘の舟共に兵粮取入分捕させ・・・
なお源義仲（木曽義仲）にかかわりの深い木曽宮の腰（越）は中仙道の宿場であり、加賀国宮腰とは別である。貝原篤信によって書かれた「木曽路之記」に記載がある。歌川広重の木曾街道六拾九次続絵にはこの「宮の越」が描かれている。

### 石川郡誌における記載
石川郡誌（明治44年）の上金石の項に以下の記載がある。
…是地古は佐良嶽佐那武明神（大野湊神社）鎮座地の麓なるに由り里俗に宮腰と唱え深見の本名はついに廃絶せしかど「三宮古記」に宮腰と見ゆ安政三年宮腰町と称し町奉行の支配するところなり又駅馬九十六匹を置けり是地は相隣すると雖も軋轢日久し
因りて慶應二年両地の間に相生町をつくり之を合して金石町と称ふ…
宮腰既見有干盛衰記義経記等、此地名経七百余年来瞭然（「三宮古記考」）
宮腰金石町の旧名なり古は大野郷に属するを以って大野湊と号し湊神社ありその社傍の海駅なれば宮腰とは名つけけん古渤海国の交通ありしとき便船此を出入の門戸とす（「地名辞書」）

### 石川県史における記載
昭和13年発行の「石川県史」1巻16ページ金石の項目に以下の記載がある。
…同郡に金石あり、旧名を宮ノ腰といふ。慶応二年大野と合併したるとき金石と称し、明治二十二年町村制の試行せらるるに及びて上金石となり、大正九年また金石と改む。宮腰の名は、式内大野湊神社がこの海岸に鎮座せしより起る。社稷はのちに波濤の浸蝕するところとなりしを以って、今の寺中の地に移れり。宮腰の名は夙く源平盛衰記に見え、金沢が城地となりて後その外港として益繁栄を極め、遂に商傑銭屋五兵衛をしてここに崛起せしむるに至れり。然りといへども、今や北海漕運の業また往時の如くなる能はず、行旅運輸ともに汽車を仮るの利便なるに如かざるを以て、町勢藩治のころに比して著しく不振の状態に傾けり。

## 苗字としての宮腰氏
全国に存在する宮腰氏の多くが上記の加賀国宮腰にゆかりがあるとされている。

## 現在の地名としての宮腰
ここでは宮腰、宮の腰、宮ノ腰、宮之腰、宮越をまとめて扱う。大字や小字に多く見られる名前であるが、その理由は不明である。愛知県に最も多く、20箇所を数える。加賀国宮腰との関係は不明である。

### 愛知県
- あま市古道宮ノ腰
- 安城市和泉町宮ノ腰
- 一宮市木曽川町内割田宮ノ腰
- 一宮市時之島宮ノ腰
- 一宮市大和町南高井宮腰
- 岡崎市井田町宮ノ腰
- 岡崎市中之郷町宮ノ腰
- 岡崎市新堀町宮ノ腰
- 岡崎市洞町宮ノ腰
- 小牧市北外山字宮ノ腰
- 江南市安良宮ノ腰
- 新城市日吉字宮ノ腰
- 田原市南神戸町宮腰
- 知立市西町宮腰
- 豊田市大野瀬町ミヤノコシ
- 豊橋市下地町宮腰
- 名古屋市千種区宮の腰町
- 名古屋市守山区小幡宮ノ腰
- 西尾市吉良町上横須賀宮腰
- 西尾市吉良町吉田宮腰
- みよし市大字三好字宮の腰

### 秋田県
- 秋田市下浜長浜宮ノ腰
- 由利本荘市葛岡宮ノ腰
- 由利本荘市松ヶ崎宮ノ腰

### 神奈川県
- 厚木市下依知字宮ノ腰
- 平塚市片岡字宮ノ腰
- 藤沢市菖蒲沢宮の腰
- 横浜市瀬谷区阿久和東（旧・鎌倉郡中川村大字阿久和字宮腰;阿久和宮腰遺跡)

### 岐阜県
- 高山市朝日町立岩字宮ノ腰
- 飛騨市古川町野口宮ノ腰

### 京都府
- 綾部市安国寺町宮ノ腰
- 綾部市上八田町宮ノ腰
- 綾部市五泉町宮ノ腰
- 南丹市美山町鶴ケ岡宮ノ腰
- 南丹市美山町豊郷宮ノ腰
- 南丹市八木町池ノ内宮ノ腰

### 埼玉県
- 入間郡越生町上野宮ノ腰
- さいたま市桜区白鍬地区（大久保古墳群白鍬宮腰遺跡）

### 静岡県
- 焼津市焼津字宮ノ腰（宮之腰遺跡）
- 焼津市坂本字宮腰（宮腰古墳群）
- 藤枝市下之郷字宮ノ腰

### 千葉県
- 市原氏菊間遺跡群宮ノ腰地区
- 佐倉市飯野宮ノ腰（飯野宮ノ腰遺跡）
- 佐倉市内田宮腰（内田宮腰遺跡）
- 匝瑳市豊栄地区豊栄地区久方宮腰
- 千葉市若葉区高品町宮ノ腰公園
- 茂原市南吉田字宮腰（宮腰遺跡）
- 四街道市小名木字宮腰

### 栃木県
- 宇都宮市篠井町宮腰（旧地名）

### 鳥取県
- 鳥取市白兎宮腰（白兎神社）

### 富山県
- 富山市八尾町宮腰
- 高岡市横田町宮の腰

### 長野県
- 大字越道字宮の腰
- 上水内郡信濃町穂波宮ノ腰（宮の腰遺跡）
- 下伊那郡阿南町富草字宮ノ腰
- 下伊那郡下條村本村大字陽皐字宮の腰
- 下伊那郡豊丘村大字神稲字宮ノ腰
- 信州新町越道字宮の腰

### 新潟県
- 五泉市宮ノ腰
- 佐渡市相川下戸村字宮ノ腰
- 新発田市曽根字宮ノ腰
- 上越市大字戸野目古新田字宮ノ腰
- 村上市坂町字宮ノ腰（宮ノ腰遺跡）

### 福島県
- 会津若松市河東町大田原（または広田字）宮腰（宮腰貝塚）
- 会津若松市北会津町下米塚宮ノ腰
- 会津若松市北会津町古麻生宮ノ腰
- 大沼郡会津美里町宮ノ腰
- 河沼郡柳津町小椿宮ノ腰
- 喜多方市高郷町揚津宮ノ腰
- 伊達郡国見町貝田宮ノ腰
- 西白河郡西郷村米宮腰
- 耶麻郡猪苗代町大字八幡字宮ノ腰

### 三重県
- いなべ市員弁町大字楚原字宮の腰
- 松阪市上ノ庄町字宮ノ腰

### 宮崎県
- 児湯郡高鍋町北高鍋宮越

### 山形県
- 鶴岡市馬町宮ノ腰
- 鶴岡市高田宮ノ腰
- 東田川郡三川町善阿弥宮野腰